# Captivity
Captivity (El sótano en México y Cautivos en España) es una película de terror estadounidense dirigida por Roland Joffé y protagonizada por Elisha Cuthbert, Daniel Gillies, Pruitt Taylor Vince, Michael Harne y Laz Alonso

## Sinopsis
Jennifer (Elisha Cuthbert) y Gary (Daniel Gillies) nunca hubieran imaginado que se levantarían un día encerrados en un sótano, secuestrados por un asesino en serie, y que en medio de esa situación al límite acabarían enamorándose el uno del otro. A través de una continuidad de desconcertantes juegos psicológicos, ambos desconocidos deberán luchar contra la astuta y retorcida mente de un entusiasta del body-count.

## Reparto
| Actor/Actriz        | Personaje             |
| ------------------- | --------------------- |
| Elisha Cuthbert     | Jennifer Tree         |
| Daniel Gillies      | Gary Dexter           |
| Pruitt Taylor Vince | Ben Dexter            |
| Michael Harney      | Det.Bettigey Bettigey |
| Laz Alonso          | Det. Di Santos        |
| Maggie Damon        | Detective Susan Luden |
| Chrysta Olsen       | Mary D'Abro           |

## Recepción de la crítica
La película recibió críticas negativas. En el sitio de Internet Rotten Tomatoes tiene una calificación de 9% con una nota media de 2.7/10 recibiendo el título de podrido sobre una base de 77 comentarios. El sitio web especializado en cine de terror Bloody Disgusting nombró a la película como la peor del 2007.
El crítico del Village Voice, Lucas Y. Thompson dio a la película una aprobación de 70% diciendo: "Roland Joffé crea un ambiente fresco gráfico y fonético perturbadora.
El rendimiento Elisha Cuthbert recibió críticas mixtas, ha dado lugar a sus candidaturas, ya sea para un Teen Choice Award en la categoría de Actriz Horror Film / Suspensión (Elisha Cuthbert) y de Peor actriz premios Golden Raspberry. También recibió nominaciones para la Golden Raspberry a Peor Director y peor excusa para una película de terror, pero perdió tanto a Sé quién me mató.